# Tekawa
Tekawa ist ein Ort im südlichen Teil des pazifischen Archipels der Gilbertinseln nahe dem Äquator im Staat Kiribati mit einer Landfläche von 7 Hektar. 2020 wurden 133 Einwohner gezählt.

## Geographie
Der Ort liegt im Norden des Atolls Onotoa an der Westspitze der Insel Tanyah. Auf der westlich benachbarten Insel Temuah liegt der Flugplatz Onotoa (OOT, NGON).

## Klima
Das Klima ist tropisch heiß, wird jedoch von ständig wehenden Winden gemäßigt. Ebenso wie die anderen Orte der südlichen Gilbertinseln wird Tekawa gelegentlich von Zyklonen heimgesucht.